# Hodžići (gmina Vareš)
Hodžići – wieś w Bośni i Hercegowinie, w Federacji Bośni i Hercegowiny, w kantonie zenicko-dobojskim, w gminie Vareš. W 2013 roku liczyła 181 mieszkańców, z czego większość stanowili Boszniacy.